# FC United (Jakobstad)
FC United är en finländsk damfotbollsförening bildad 1993 från Jakobstad. FC United spelar säsongen 2025 i den finska tredje divisionen Damtvåan.
Klubben var som mest framgångsrik under början av 2000-talet och vann den finska dubbeln (vinnare av både serien och inhemska cupen) 2004. FC United har vunnit det finska mästerskapet två gånger (2002 och 2004) och den finska cupen tre gånger (2001, 2004, och 2005).